# Tess of the d'Urbervilles
Tess of the d'Urbervilles er en amerikansk stumfilm fra 1913 af J. Searle Dawley.

## Medvirkende
- Mrs. Fiske - Tess Durbeyfield
- Raymond Bond - Angel Clare
- David Torrence - Alec D'Urberville
- John Steppling - John Durbyfield
- Mary Barker - Mrs. Durbeyfield